# NGC 3617
NGC 3617 (również PGC 34513 lub UGCA 231) – galaktyka eliptyczna (E), znajdująca się w gwiazdozbiorze Hydry. Odkrył ją John Herschel 22 marca 1836 roku.